# سهریق (کلیبر)
سهریق یکی از روستاهای استان آذربایجان شرقی است که در دهستان پیغان‌چایی بخش مرکزی شهرستان کلیبر واقع شده است.
این روستا در دو قسمت دهستان و باغات تشکیل شده است بیشتر زمین‌های کشاورزی و باغات این روستا برای احداث سد پیغان چایی ارائه گردید.
از سال ۱۴۰۰ این روستا به اینترنت وای فای تلفن ثابت متصل گردید ولی چندین سال است که آنتن دهی تلفن همراه و اینترنت همراه وجود ندارد.
محصولات این روستا به تولید سیب، گردو، زردآلو و گندم و جو و لوبیا می‌توان اشاره نمود. بیشتر ساکنین آن کشاورز و دامدار بوده و نسل‌های جوان آن برای کار به شهرهای بزرگ مانند تهران و تبریز مهاجرت می‌کنند.
در اصل این روستا می‌تواند زمینه بسیار مناسبی بعد از احداث سد برای جوانان منطقه و تولیدات محصولات و کشاورزی محدوده بسیار مناسبی باشد.